# Andri Ragettli
Andri Ragettli (Flims, 21 de agosto de 1998) es un deportista suizo que compite en esquí acrobático, especialista en la prueba de slopestyle.
Ganó dos medallas en el Campeonato Mundial de Esquí Acrobático, en  los años 2021 y 2023. Adicionalmente, consiguió siete medallas en los X Games de Invierno.
Participó en dos Juegos Olímpicos de Invierno, ocupando el séptimo lugar en Pyeongchang 2018 y el cuarto en Pekín 2022, en el slopestyle.

## Medallero internacional
| Año  | Lugar                  | Medalla           | Prueba     |
| ---- | ---------------------- | ----------------- | ---------- |
| 2021 | Aspen (Estados Unidos) | Medalla de oro    | Slopestyle |
| 2023 | Bakuriani (Georgia)    | Medalla de bronce | Slopestyle |

| X Games de Invierno | X Games de Invierno    | X Games de Invierno | X Games de Invierno |
| Año                 | Lugar                  | Medalla             | Prueba              |
| ------------------- | ---------------------- | ------------------- | ------------------- |
| 2018                | Aspen (Estados Unidos) | Medalla de bronce   | Slopestyle          |
| 2020                | Aspen (Estados Unidos) | Medalla de bronce   | Big air             |
| 2020                | Hafjell (Noruega)      | Medalla de oro      | Slopestyle          |
| 2020                | Hafjell (Noruega)      | Medalla de bronce   | Big air             |
| 2021                | Aspen (Estados Unidos) | Medalla de oro      | Big air             |
| 2022                | Aspen (Estados Unidos) | Medalla de oro      | Slopestyle          |
| 2025                | Aspen (Estados Unidos) | Medalla de plata    | Slopestyle          |